# Åke Wahlberg
Karl Åke Wahlberg, född 11 maj 1907 i Stockholm, död 18 februari 1986, var en svensk arkitekt.

## Biografi
Wahlberg studerade vid Byggnadsyrkesskolan vid Tekniska skolan i Stockholm (även kallad Bysan) 1924–27. Han studerade vidare vid Kungliga Tekniska Högskolan 1934–37. Han var anställd hos Paul Hedqvist 1927–33,  Ragnar Hjorth 1933–34, Nils Ahrbom och Helge Zimdal 1934–37. Från 1937 drev han egen arkitektverksamhet i Göteborg. Han var assisterande lärare vid Chalmers tekniska högskola 1941–44 och ledamot av styrelsen för Byggnadstekniska föreningen i Göteborg 1943–44.
Wahlberg anses som en Sveriges mest framstående funktionalistiska arkitekter. I Arkitektur- och designcentrums databas finns ett 60-tal skolbyggen registrerade och förutom dessa fler än två dussin bostadshus samt radhus, men inte fler än fyra villor.

## Verk i urval

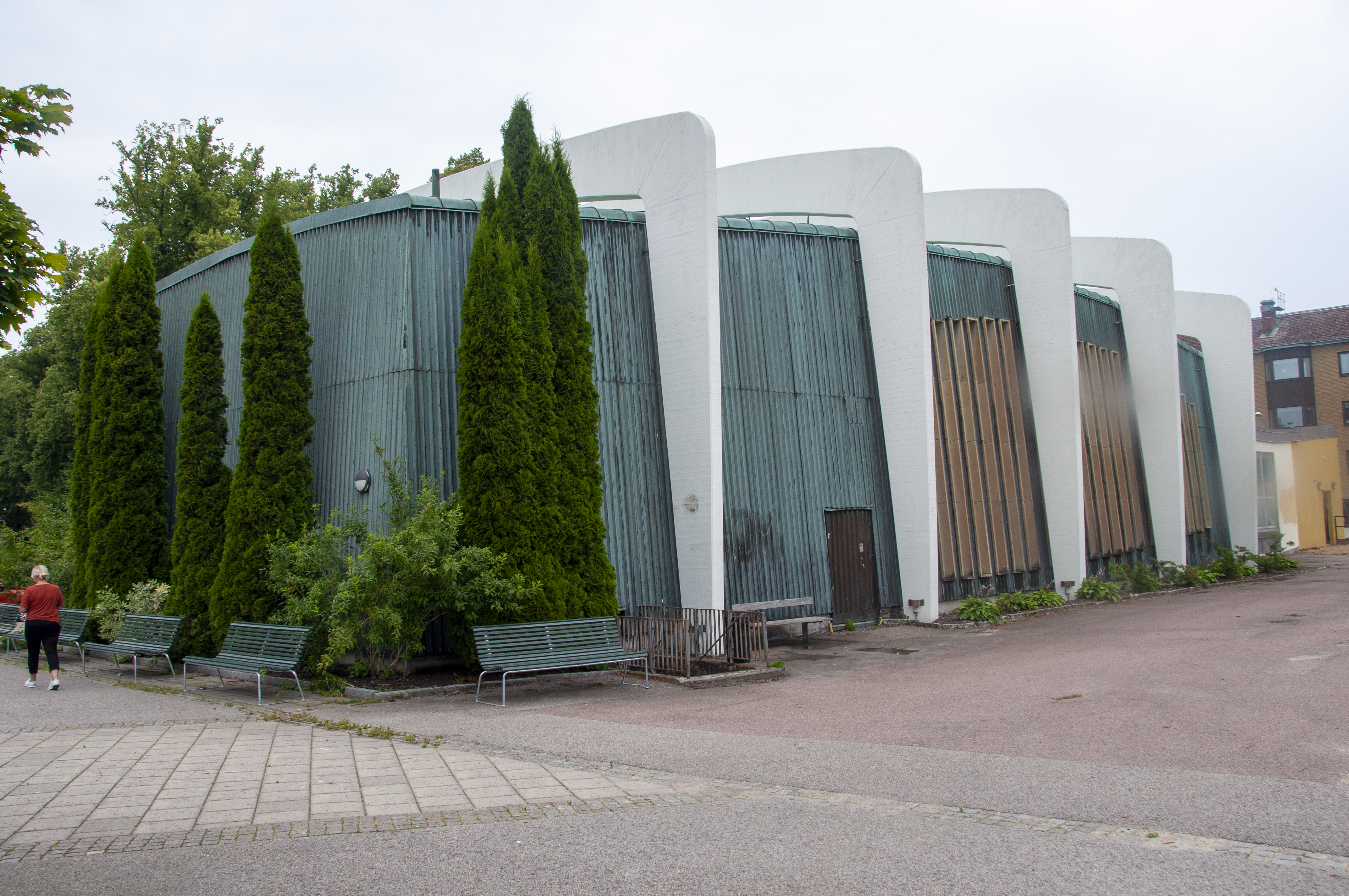
Huvudnässkolans aula, Vänersborg.

- Sannaskolan, Göteborg (1941), efter 1:a pris i tävling
- Tolleredsskolan, Lerum (1942)
- Folkskola, Alingsås (1942)
- Kålltorpsskolan, Göteborg (1943)
- Fryshus för AB Svenska Fryserierna, Göteborg (1945)
- Sandviksskolan, Karlskoga 1946
- Olof och Caroline Wijk stiftelse, Kålltorp (1945)
- Lagerbyggnad för AB Papyrus (1946)
- Söderskolan, Uddevalla (1947)
- Folkskola, Kungsbacka (1947)
- Villa Linesö, Göteborg (1947)[1]
- Stavreskolan, Trollhättan (tidigt 1950-tal)[2]
- Hovåsskolan Askim, Göteborg (1958).
- Huvudnässkolan, Vänersborg (1962)[3]

## Bilder

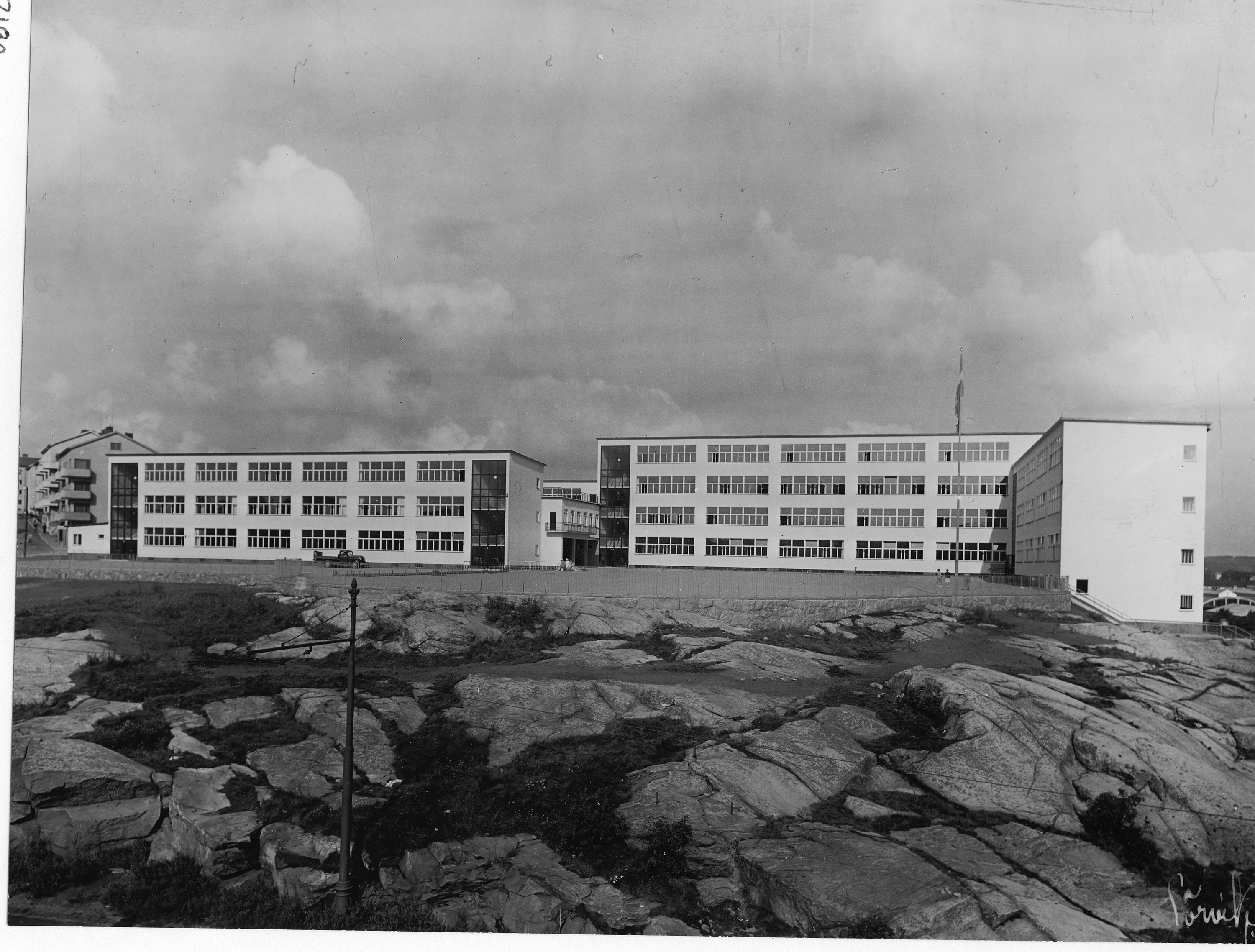
Sannaskolan
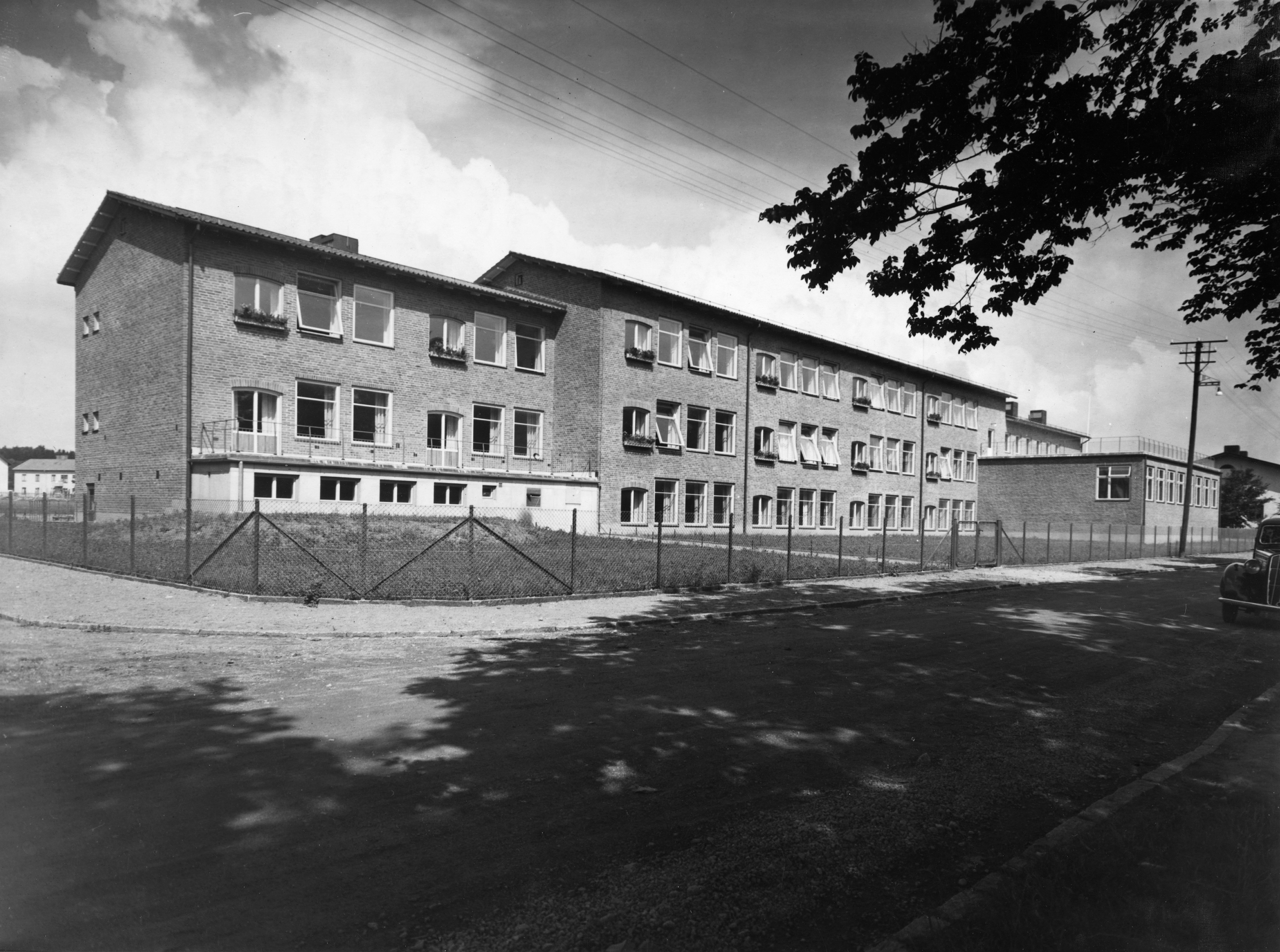
Folkskola i Kungsbacka
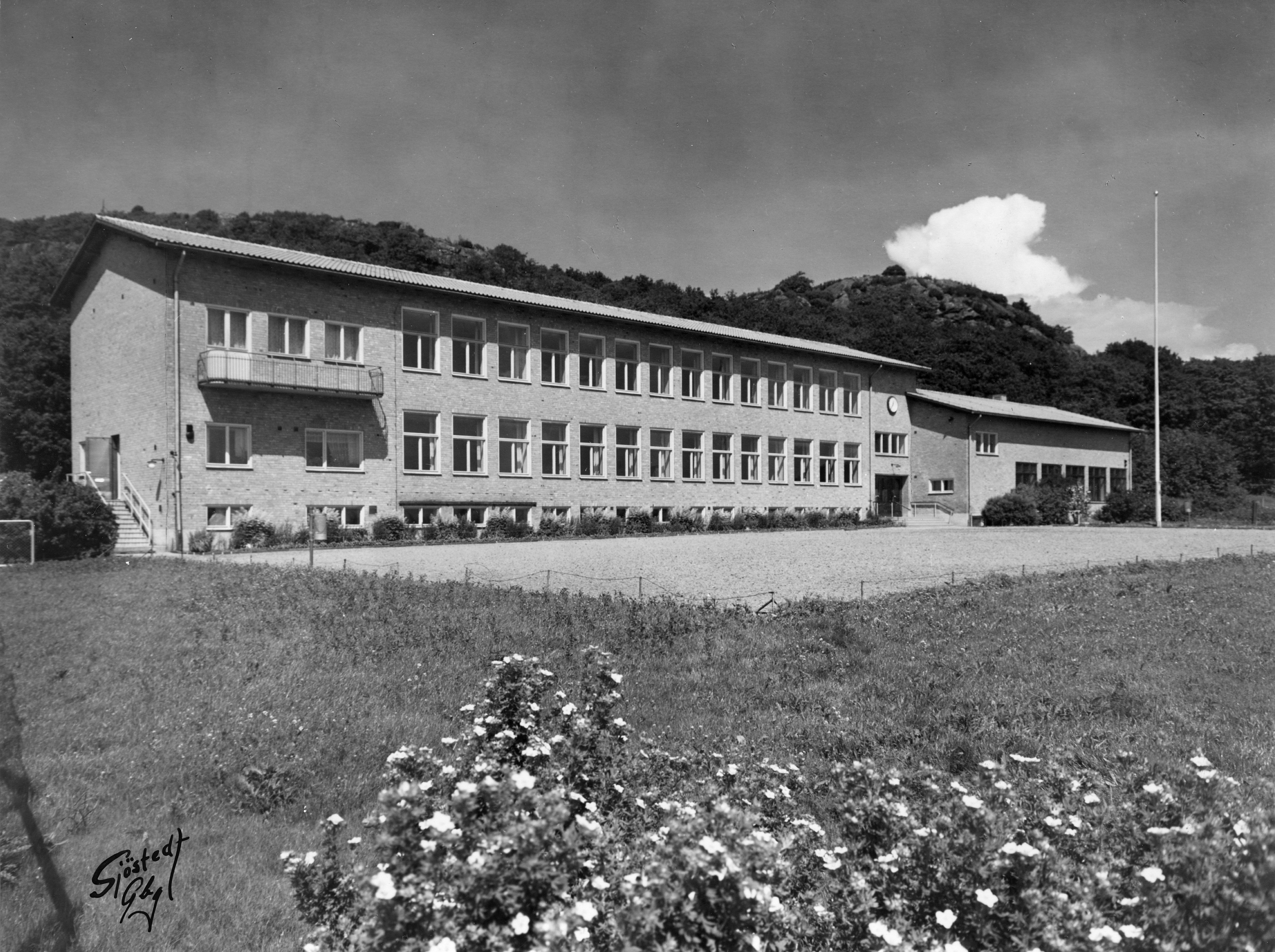
Folkskola i Tolared
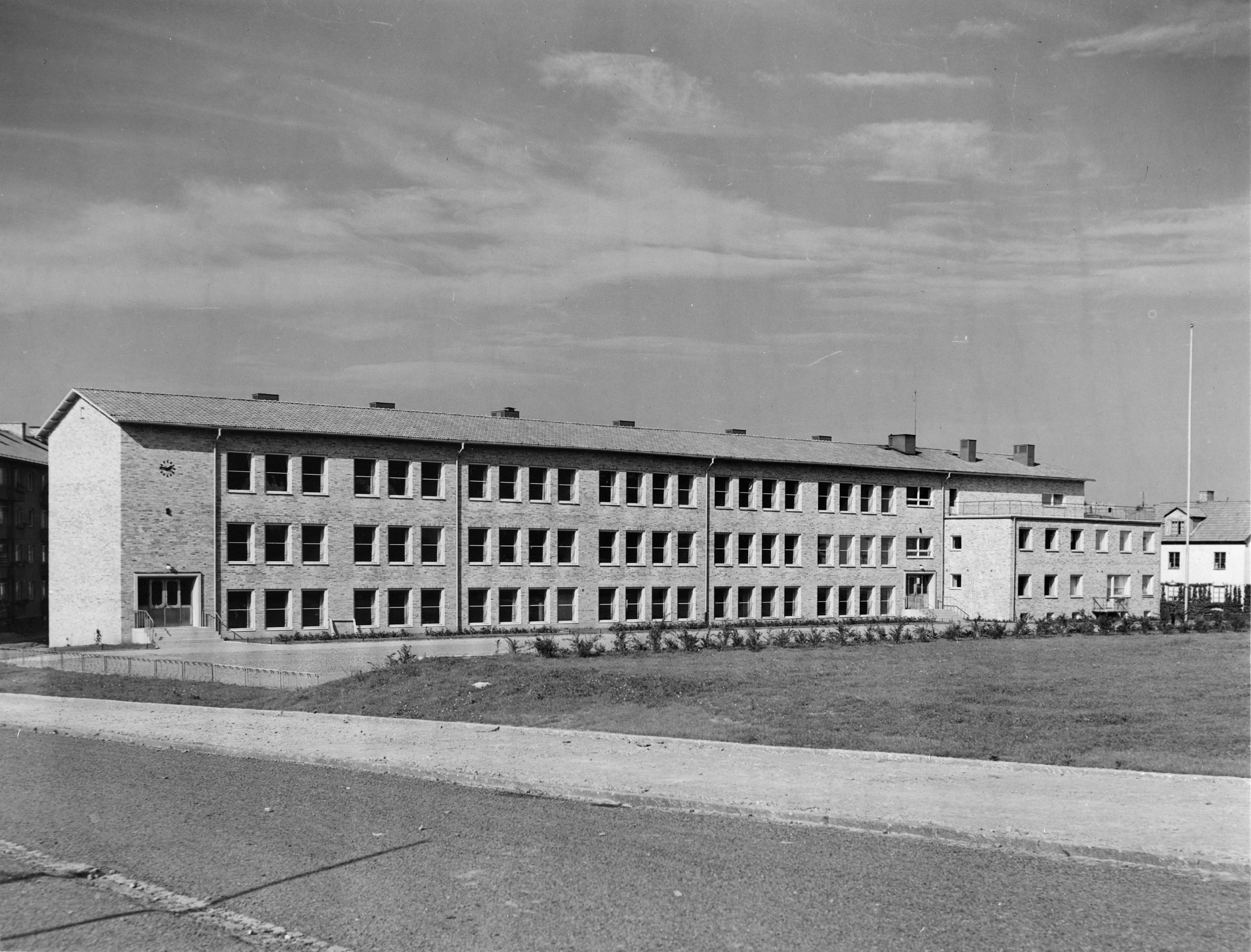
Folkskola i Uddevalla